# Lastreopsis killipii
Lastreopsis killipii là một loài thực vật có mạch trong họ Dryopteridaceae. Loài này được (C. Chr. & Maxon) Tindale miêu tả khoa học đầu tiên năm 1957.